# Casa Nova del Mas Thos
La Casa Nova del Mas Thos és una obra de Massanes (Selva) inclosa a l'Inventari del Patrimoni Arquitectònic de Catalunya.

## Descripció
Edifici aïllat, situat als afores del nucli ubrà de Massanes, al barri del Rieral, davant per davant del Mas Thos.
L'edifici, de planta baixa i pis, està cobert per una teulada a quatre vessants, i al costat hi ha una torre de planta baixa i dos pisos, coberta també per una teulada a quatre vessants.
A la planta baixa, a la façana principal, davant per davant de l'era del Mas Thos, hi ha la porta d'entrada en arc de llinda o arc pla, protegida per un trencaaigües amb la teulada de teula àrab a tres vessants. Al costat dret, hi ha dues finestres en arc de llinda, protegides per una reixa de ferro forjat que té un coronament amb dues volutes contraposades. Al pis, sobre la porta d'entrada lleugerament desplaçat a l'esquerra, un ull de bou. Sobre les finestres de la planta baixa, dues obertures més, també en arc de llinda o arc pla.
A la torre, adossada al costat esquerre de l'edifici, a la planta baixa hi ha una finestra en arc pla o de llinda, protegida per una reixa de ferro forjat iguals que les altres dues de la planta baixa. Al pis, hi ha una finestra en arc de llinda, i sobre aquesta, en el segon pis, una obertura en arc de mig punt, emmarcada i sobre la qual hi ha restes d'una politja.
La façana està arrebossada, i pintada de color blanc, excepte l'emmarcament de l'obertura del segon pis de la torre, i el sòcol que hi ha per sota les finestres de la plata baixa, que està pintat de color gris.